# International Tai Chi Chuan Association
Die International Tai Chi Chuan Association (ITCCA) wurde in den 1970er Jahren (wahrscheinlich 1973) von Yang Zhenming (bekannt als Yang Shou-chung) und seinem dritten Meisterschüler Chu King-Hung gegründet, mit dem Ziel, den Yang-Stil des Taijiquan in Europa der Öffentlichkeit zugänglich zu machen und zu pflegen. Geleitet wird die ITCCA von Chu King-Hung, der den Namen seit den Anfängen seiner Unterrichtstätigkeit in London in 1974 verwendet. Die ITCCA hat Niederlassungen in den folgenden europäischen Ländern: Belgien, Deutschland, Finnland, Frankreich, Italien, Niederlande, Norwegen, Österreich, Schweden, Schweiz.
Die ITCCA ist in verschiedene Zweige gegliedert. In jedem dieser Zweige sind besonders erfahrene Lehrer, die sogenannten Branch-Leader, für die Ausbildung der anderen Lehrer zuständig und bereiten diese auf regelmäßig (mindestens einmal im Jahr) stattfindenden Privatunterricht und Prüfungen bei Chu King-Hung vor.